# Elektronický mailing list
Elektronický mailing list je speciální použití elektronické pošty, které umožňuje šíření informací mnoha uživatelům internetu. Je podobný tradičnímu mailing listu (seznamu jmen s adresami), který mohou používat organizace pro zasílání publikací svým členům nebo zákazníkům, ale většinou se tím myslí čtyři věci: seznam e-mailových adres, lidé (přihlášení uživatelé), kteří přijímají zprávy na těchto adresách, informace (e-mailové zprávy), které se na tyto adresy posílají, a adresa mailing listu, což je jedna e-mailová adresa, která v případě, že na ni přijde zpráva od některého z oprávněných odesílatelů, přepošle kopie této zprávy všem přihlášeným uživatelům mailing listu.
Tento softwarový systém má dvě základní použití: jako newsletter pro jednosměrné rozesílání zpráv a jako e-mailová konference pro vzájemnou komunikaci mezi skupinou přihlášených uživatelů. E-mailová konference pak může být uzavřená nebo otevřená a moderovaná (cenzurovaná) nebo nemoderovaná.

## Jak elektronický mailing list funguje
E-mailové konference jsou obvykle plně nebo částečně automatizované pomocí speciálního softwaru pro správu mailing listů a hlavní adresy, které jsou nainstalovány na serveru schopném přijímat e-mail. Příchozí zprávy odeslané na hlavní adresu jsou zpracovány softwarem, a v závislosti na svém obsahu, jsou zpracovány interně (v případě zpráv obsahujících příkazy určené pro samotný software), nebo jsou distribuovány na všechny e-mailové adresy přihlášené do seznamu adresátů. V závislosti na software, mohou existovat další adresy určené za účelem zasílání příkazů.
E-mailové zprávy zaslané z e-mailové adresy člena konference na určitou e-mailovou adresu jsou automaticky rozesílány všem členům (abonentům), kteří jsou registrování v příslušné diskusní skupině, tj. fakticky přidání do mailing listu. Je-li konference nastavena jako moderovaná, osoba nebo osoby s právem moderátora mohou rozhodovat o přijímání (registraci) členů konference a o jejich vylučování, popřípadě může být rozesílání jednotlivých zpráv podmíněno jejich souhlasem. Někdy lze pomocí e-mailů i měnit některá nastavení systému. V některých systémech je možné například slučovat všechny zprávy z jednoho dne do jedné zprávy, dočasně zastavit či trvale odhlásit odběr zpráv atd. V typické e-mailové konferenci je seznam oprávněných odesílatelů shodný se seznamem adresátů, ale i toto může být nastaveno odlišně.
Mnohé servery pro poštovní konference mají speciální e-mailovou adresu, na kterou účastníci (nebo ti, kteří chtějí být účastníky) mohou posílat příkazy na server, které plní následující funkce: přihlášení, odhlašování, dočasné zastavení odesílání zpráv se na ně, nebo mění dostupné preference. Společný formát pro zasílání těchto příkazů je poslat e-mail, který obsahuje pouze příkaz následovaný jménem mailing listu. Příklady: subscribe anylist nebo subscribe anylist Jan Novák. Některé servery umožňují uživatelům vykonávat tyto funkce přes webové uživatelské rozhraní.
Většinu mailing list serverů je možné nastavit, aby předávaly zprávy účastníkům konkrétní poštovní konference buď jednotlivě v pořadí jak jsou doručeny serveru nebo ve formě přehledu, v níž všechny zprávy přijaté za konkrétní den jsou sloučeny do jednoho e-mailu, který je odeslán účastníkům jednou denně. Některé e-mailové konference umožní jednotlivým účastníkům se rozhodnout, jak upřednostňují dostávat zprávy ze seznamu serveru (jednotlivě nebo ve formě přehledu).

## Druhy

### Oznamovací – newsletter
Jedním typem mailing listu je oznamovací mailing list, který se používá především jako jednosměrný zdroj informací a zpráva na něj může být odeslána jen některými účastníky. Často se tento typ nazývá newsletter. Newslettery a propagační mailing listy jsou používané v různých odvětvích, jako součást přímých marketingových kampaní.

### Diskuzní – e-mailová konference
Dalším typem elektronického seznamu adres je diskusní list (e-mailová konference), do kterého může přispívat každý účastník. Účastník používá diskuzní mailing list, aby posílal zprávy všem ostatním účastníkům, kteří mohou odpovědět podobným způsobem. Tímto se uskutečňuje diskuse a výměna informací. E-mailové konference tohoto typu mají obvykle určené téma (například politika, vědecké diskuse, soutěže o nejlepší vtip), a téma může sahat od extrémně úzkého až po velmi široké. V tomto jsou diskuzní mailing listy podobné jako Usenet diskuzní skupiny a sdílejí stejný odpor ke zprávám, které jsou mimo téma (anglicky offtopic). Termín diskusní skupina zahrnuje jak tyto typy mailing listů, tak i Usenet diskusní skupiny.
Výhodou e-mailové konference oproti webovým prostředím, jako je chat nebo diskusní fórum, je širší dosah (jsou uživatelé, například v zaměstnaneckých sítích, kteří mohou používat elektronickou poštu, ale nemají přístup k internetovým webovým stránkám). Další výhodou mohou být specifické možnosti archivace (snadnější možnosti třídit, řadit, promazávat či přeposílat došlé zprávy), snadnější možnost automatizovaného stahování atd. Doručené zprávy může mít příjemce ve své moci více než na webové diskusi, kde technicky připadá v úvahu dodatečná změna, smazání nebo skrytí vložených příspěvků nebo může časem celý archiv zaniknout. Základní funkci rozesílání zpráv podle zadaných pravidel však dnes zvládne prakticky každý poštovní server i poštovní klient pomocí nastavení pravidel pro zpracování zpráv. Specializované weby však mohou užívání usnadnit, propojit výhody e-mailových konferencí s výhodami webového prostředí a nabízet například webový katalog konferencí či možnost prohlížet si příspěvky, zaregistrovat se či přispívat do konference prostřednictvím webu. Provozovatel často získává finance na provoz, případně i na zisk pomocí reklam připojovaných ke zprávám, podobně jako free-mailové služby.
Nejznámějším českým webem specializovaným na e-mailové konference byla Pandora.cz, kterou v roce 1999 spustil jako Mobil server s. r. o. (Patrick Zandl a Petr Mitošinka) jako službu, která do té doby na českém internetu chyběla, na přelomu let 2000 a 2001 byl podnik s celým portfoliem úspěšných projektů prodán dceřiné společnosti MAFRA a. s. Provoz serveru Pandora.cz byl ukončen 1. prosince 2013. Ze světově známých stojí za zmínku například Google Groups nebo Yahoo! Groups.

## Zabezpečení mailing listů
Ve všech typech mailing listů je potřeba mít opatření proti spamu. Diskuzní listy často vyžadují, aby každá zpráva byla schválena moderátorem, předtím než je odeslána zbytku přihlášených uživatelů. Společnosti, které posílají reklamní newslettery, spolupracují s distributory mailů, kteří jsou na whitelistu a souhlasí se standardy a vysokými pokutami do poskytovatelů internetových služeb v případě opt-in stížností uživatelů. Výměnou za jejich dodržovaní a souhlas s pokutami nejsou e-maily poslané whitelisted společnostmi blokovány spamovými filtry, které mohou často zastavit legitimní e-maily.
Některé mailing listy jsou otevřené pro všechny, kteří se k nim chtějí připojit. Jiné vyžadují schválení vlastníkem mailing listu, aby bylo možné se k mailing listu připojit. Připojení k mailing listu se nazývá „přihlášení“ a jeho opuštění se nazývá „odhlášení“.

## Archívy
Archív mailing listu je sbírka starých zpráv z jedné nebo více elektronických konferencí. Takové archívy často zahrnují vyhledávání a indexovací funkce. Mnohé archívy jsou přímo spojené s mailing listem, ale některé organizace, jako je Gmane, shromažďují archívy z více e-mailových konferencí hostované v různých organizacích, a tak jedna zpráva odeslána do jednoho populární mailing listu může skončit v mnoha různých archívech. Gmane mělo archívy více než 9000 e-mailových konferencí (informace z 16. ledna 2007). Některé známé freewarové programy pro shromažďování archivy konferencí jsou Hypermail, MHonArc a FUDforum.